# Bothrops lutzi
Bothrops lutzi, popularmente conhecida como jararaca-pintada, é uma espécie de serpente da família Viperidae. Endêmica do Brasil, pode ser encontrada no Piauí, Bahia, oeste de Pernambuco, leste de Goiás e norte de Minas Gerais.